# هنري روبرت بريسيل
هنري روبرت بريسيل (بالفرنسية: Henry-Robert Brésil)‏ (1952-1999) هو رسام هايتي، تم عرض أعماله في الولايات المتحدة وبورتوريكو وفرنسا وإيطاليا وسويسرا وحصل على تقدير من نيويورك تايمز وميامي هيرالد.